# نيانزا (محافظة)
محافظة نيانزا هي محافظة من محافظات كينيا السبع، تربط خليج وينام، شمال شرق بحيرة فيكتوريا، معظم سكانها من لوه، كانت عاصمتها كيسومو، ويحدها من الغرب أوغندا (بحيرة فكتوريا) ومن الشمال المحافظة الغربية ومن الشرق محافظة الوادي المتصدع في جنوب تنزانيا (إقليم مارا)، كانت تعبر بخط الإستواء.
منذ 28 مارس 2008، ومن خلال الانتخابات التشريعية التي جرت في مارس 2013، أصبحت تتبع المقاطعة - مثل كل المحافظات الأخرى لكنيا-لقد عُوِضت بالمقاطعات الست التي تضمها.